# Lichtensteinia
Lichtensteinia là chi thực vật có hoa trong họ Apiaceae.
Các loài trong chi này là bản địa các tỉnh KwaZulu-Natal và Cape, Nam Phi.

## Các loài
- Lichtensteinia crassijuga E.Mey. ex Sond., 1843-1844
- Lichtensteinia globosa B.-E.van Wyk & Tilney, 2008
- Lichtensteinia interrupta (Thunb.) E.Mey. ex Sond., 1843-1844
- Lichtensteinia lacera Cham. & Schltdl., 1826
- Lichtensteinia latifolia Eckl. & Zeyh., 1837
- Lichtensteinia trifida Cham. & Schltdl., 1826

## Lưu ý
Danh pháp Lichtensteinia còn được các tác giả khác sử dụng để chỉ các loài không thuộc về họ Apiaceae. Cụ thể như sau:
- Lichtensteinia Willd., 1808 nom. rej. = Ornithoglossum Salisb, 1806 thuộc họ Colchicaceae.
  - Lichtensteinia laevigata Willd., 1808 = Ornithoglossum undulatum Sweet, 1825.
  - Lichtensteinia undulata Willd., 1808 = Ornithoglossum undulatum Sweet, 1825
- Lichtensteinia J.C.Wendl., 1808 thuộc họ Loranthaceae.
  - Lichtensteinia elegans Tiegh., 1895 = Moquiniella rubra (A.Spreng.) Balle, 1954
  - Lichtensteinia oleifolia J.C.Wendl., 1808 = Tapinanthus oleifolius (J.C.Wendl.) Danser, 1933
  - Lichtensteinia speciosa Tiegh., 1895 = Tapinanthus oleifolius (J.C.Wendl.) Danser, 1933